# Утагава Хиросигэ
Утага́ва Хиро́сигэ (歌川広重; 1797—1858) — японский художник-график, один из последних представителей направления укиё-э, мастер цветной ксилографии.
Автор не менее чем 5400 гравюр. Наиболее известными циклами мастера являются 53 станции Токайдо и 100 известных видов Эдо. Преимущественно работал с характерными для жанра темами, изображая актёров театра кабуки, красивых женщин и разнообразные городские сюжеты Японии периода Эдо. Под влиянием творчества Хокусая Утагава создает цикл 36 видов горы Фудзи, работая в жанре фукэй-га — пейзаж; также экспериментирует с жанром катё-га — изображения птиц и цветов. В лирических камерных пейзажах с жанровыми мотивами передавал зыбкие состояния природы, атмосферные эффекты снега и тумана. Работал под псевдонимом Андо Хиросигэ (安藤広重).
После смерти Хиросигэ начинается закат направления укиё-э, связанный со стремительной вестернизацией Японии в период Мэйдзи. В то же время работы Хиросигэ оказали значительное влияние как на европейских художников того времени, став частью процесса японизации, так и на  будущих мастеров японской гравюры.

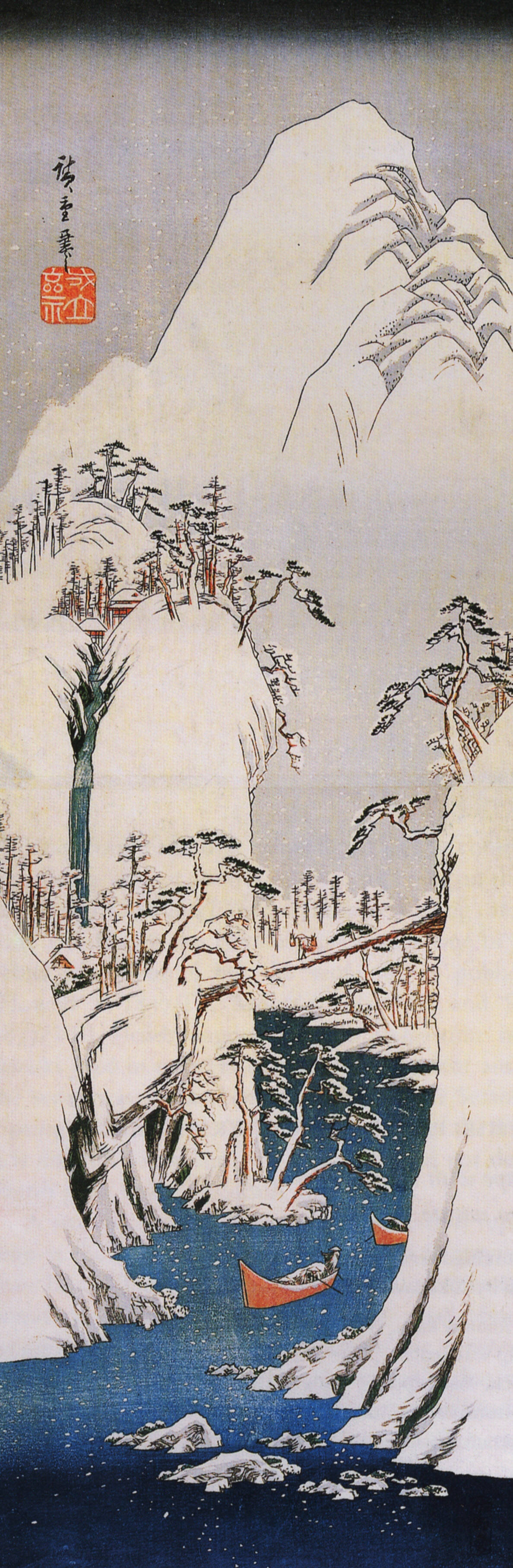
Заснеженное ущелье, Хиросигэ Утагава

## Ранние годы
Хиросигэ родился в районе Яэсу города Эдо (прежнее название Токио), предположительно в 1797 году, в семье потомственных самураев: его прадед служил клану Цугару, дед был тренером лучников. Отец Хиросигэ был начальником пожарной службы набережной этого района. Уже к двенадцатилетнему возрасту мальчик теряет обоих родителей и получает должность заведующего пожарной безопасностью в замке Эдо. Эта служба оставляет Хиросигэ много свободного времени и он начинает рисовать уже в четырнадцатилетнем возрасте. 
Хиросигэ стремился получить покровительство Тоёкуни из школы Утагава, однако из-за большого количества учеников мастер не находит для него места, и в итоге юноша попадает к Тоёхиро из той же школы. В процессе учёбы Хиросигэ работает не только в рамках своей школы, но так же изучает техники других: школы Кано, которая пользуется особенной популярностью в аристократической среде, школы Нанга, тяготеющей к китайской живописной школе, и школы Сидзё, находящейся под влиянием европейской художественной традиции. В 1812 году Утагава Хиросигэ получает право подписывать собственные работы, а в 1823 окончательно оставляет свой пост в замке Эдо.

## Зрелые годы
Творчество Хиросигэ редко выходило за рамки классических тем укиё-э, но выразительность и мастерство созданных им картин прославили художника на всю Японию. В тридцатых годах Хиросигэ начинает работу над одной из своих первых серий — Восемь видов провинции Оми. В это же время мастер создает множество гравюр с изображением птиц, цветов, насекомых и прочей фауны. В 1832 году он совершает путешествие в Киото по тракту Токайдо, соединяющему две столицы, на основе которого он создает цикл 53 станции Токайдо, в который входят многие его самые известные работы. В те же годы под влиянием выходящего цикла Кацусики Хокусая Тридцать шесть видов горы Фудзи мастер создает собственный. 
С 1835 по 1842 года Хиросигэ работает над циклом 69 станций Кисо Кайдо, который выполняет в соавторстве с другим известным мастером укиё-э по имени Кэйсай Эйсэн. В настоящее время наиболее полное собрание работ Хиросигэ можно увидеть в музее денег банка Токио-Мицубиси, в котором собрано более пяти тысяч работ Утагава Хиросигэ. Серия гравюр «Сто знаменитых видов Эдо» является самой большой в его творчестве, которую сам Хиросигэ считал своей лучшей работой. Она состоит из 118 листов, её выпуск был 1856 по 1858 год, а некоторые из гравюр вышли только после смерти автора.

Хиросигэ умер в 1858 году в Эдо, во время эпидемии холеры. С его смертью подошло к концу и развитие жанра пейзажа в искусстве укиё-э. В честь Хиросигэ назван кратер на Меркурии.

## Циклы
- 100 видов Эдо (1832)
- 36 видов горы Фудзи (1832)
- 53 станции Токайдо (1833—1834)
- 69 станций Кисокайдо (1834—1842)

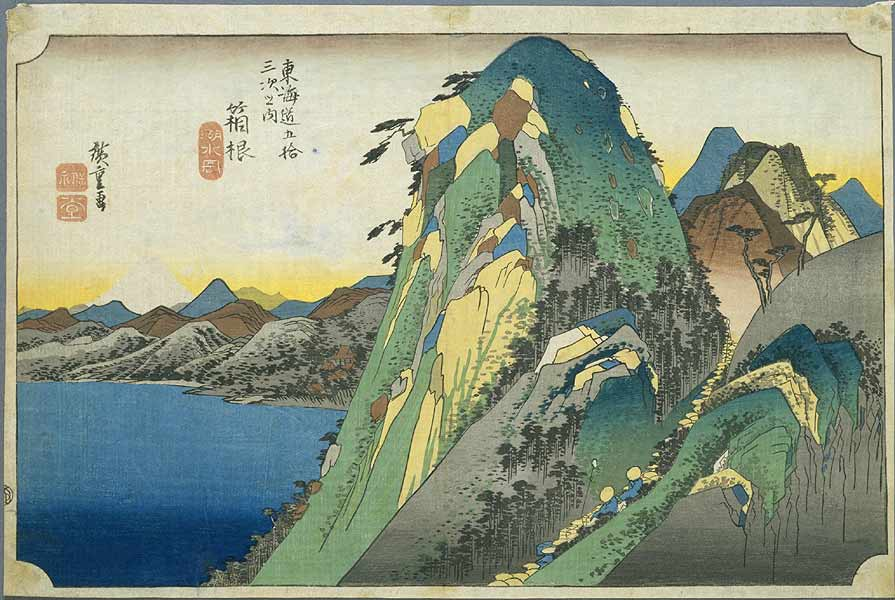
Пейзаж Озеро Хаконэ

- 100 известных видов Эдо (1856—1858)

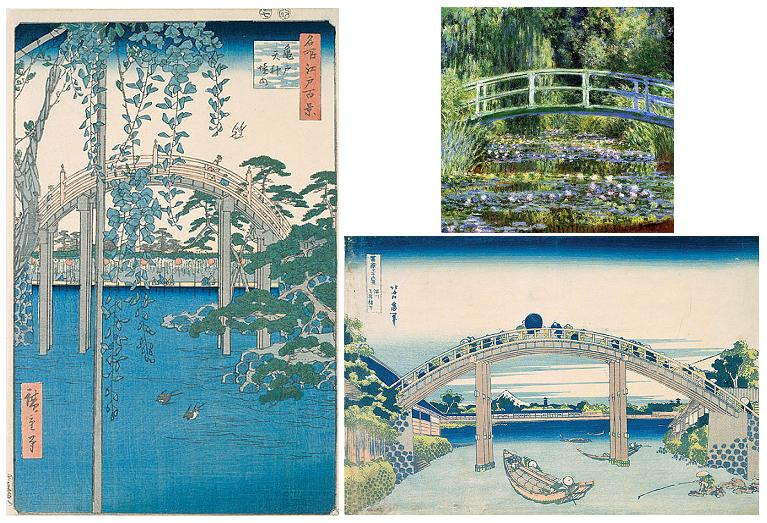
Слева представлена одна из работ Утагава Хиросигэ; справа внизу - японского художника Кацусика Хокусай; справа вверху - импрессиониста Клода Моне

## Влияние
Работы Хиросигэ, особенно его серии 53 станции дороги Токайдо (1833—1834) и 100 видов Эдо (1856—1858) оказали большое влияние на французских импрессионистов (в частности, Моне) и русского художника И. Билибина. Ван Гог сделал копии двух картин из цикла 100 известных видов Эдо.

Европейские и американские художники высоко оценивали работы японского автора, особенно его работу с красками (оттенками синего). Темно-синий цвет на его картинах, который часто путают с индиго, специально импортировался из Европы. Тем не менее, в результате знакомства Запада с колоритом мастера, оттенок получил название "синего цвета Хиросигэ" (ヒロシゲブルー) по аналогии с синим цветом Яна Вермеера.

Из цикла 100 известных видов Эдо